# エチオピアにおけるコーヒー生産

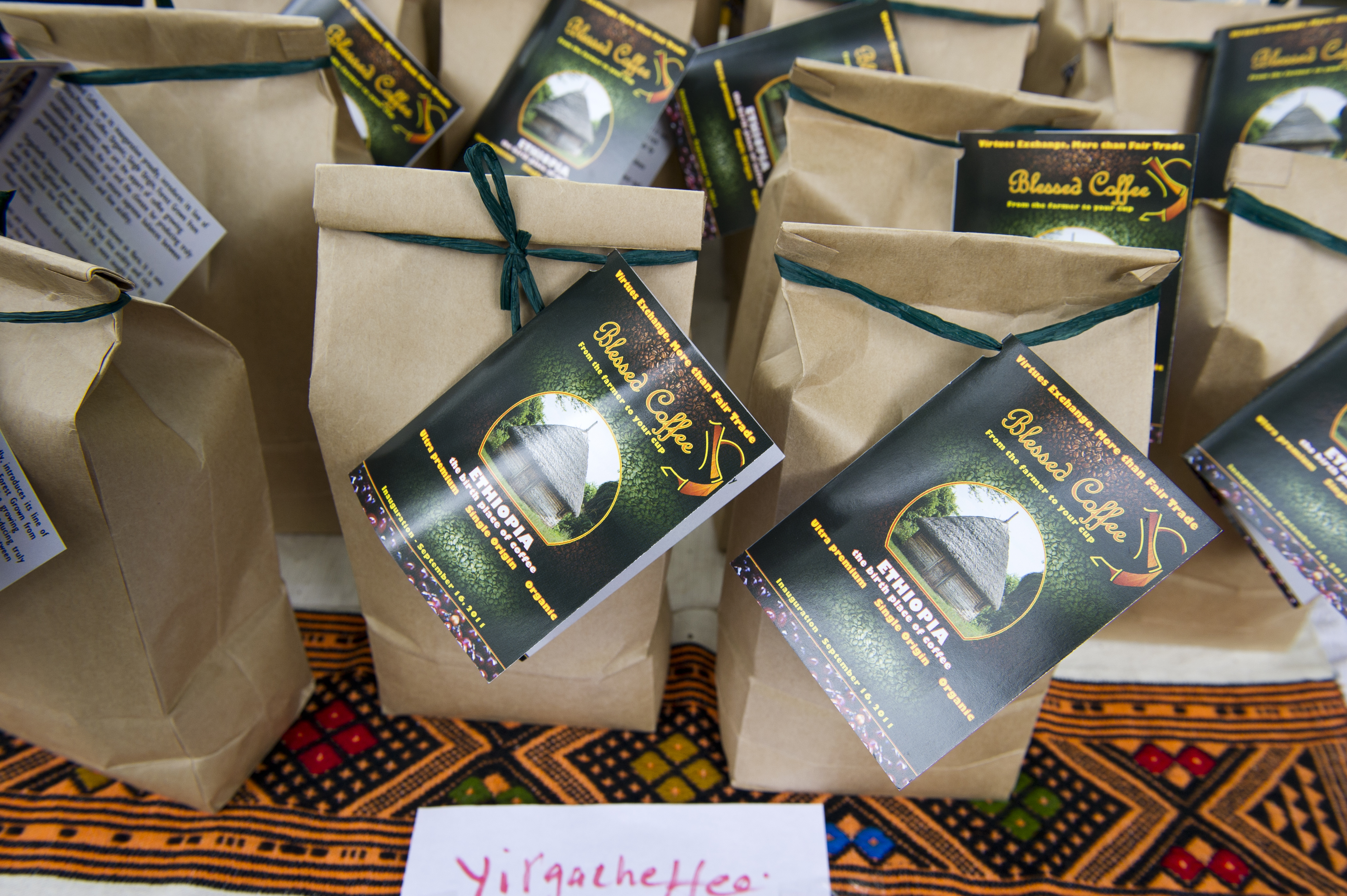
エチオピアのBlessed Coffeeのブランドのパッケージ（タマコパーク）。コーヒーはエチオピアの主要輸出品目の一つである。

エチオピアにおけるコーヒー生産（エチオピアにおけるコーヒーせいさん）は長い伝統を有する。エチオピアはアラビカ種の原産地である。アラビカ種は現在、世界中で生産されており、エチオピアは世界のコーヒー市場において3%程度のシェアを持つ。 コーヒーはエチオピアの経済にとって重要な存在であり、経常収入の約60%を占めていて、1500万人が何らかの形でコーヒー産業によって生計を立てていると推計されている。2006年のコーヒー輸出額は350万ドルであり、同年の輸出総額の34%に相当する。

## 歴史
コーヒーノキの主力品種、アラビカコーヒーノキはエチオピアを原産地とする。伝説によると、9世紀の羊飼いカルディが羊の群れがこの植物を食むと活力を得たことから発見したとされるが、1671年の書物が初出であり、信憑性は疑わしく、捏造の可能性が高い。

## 生産

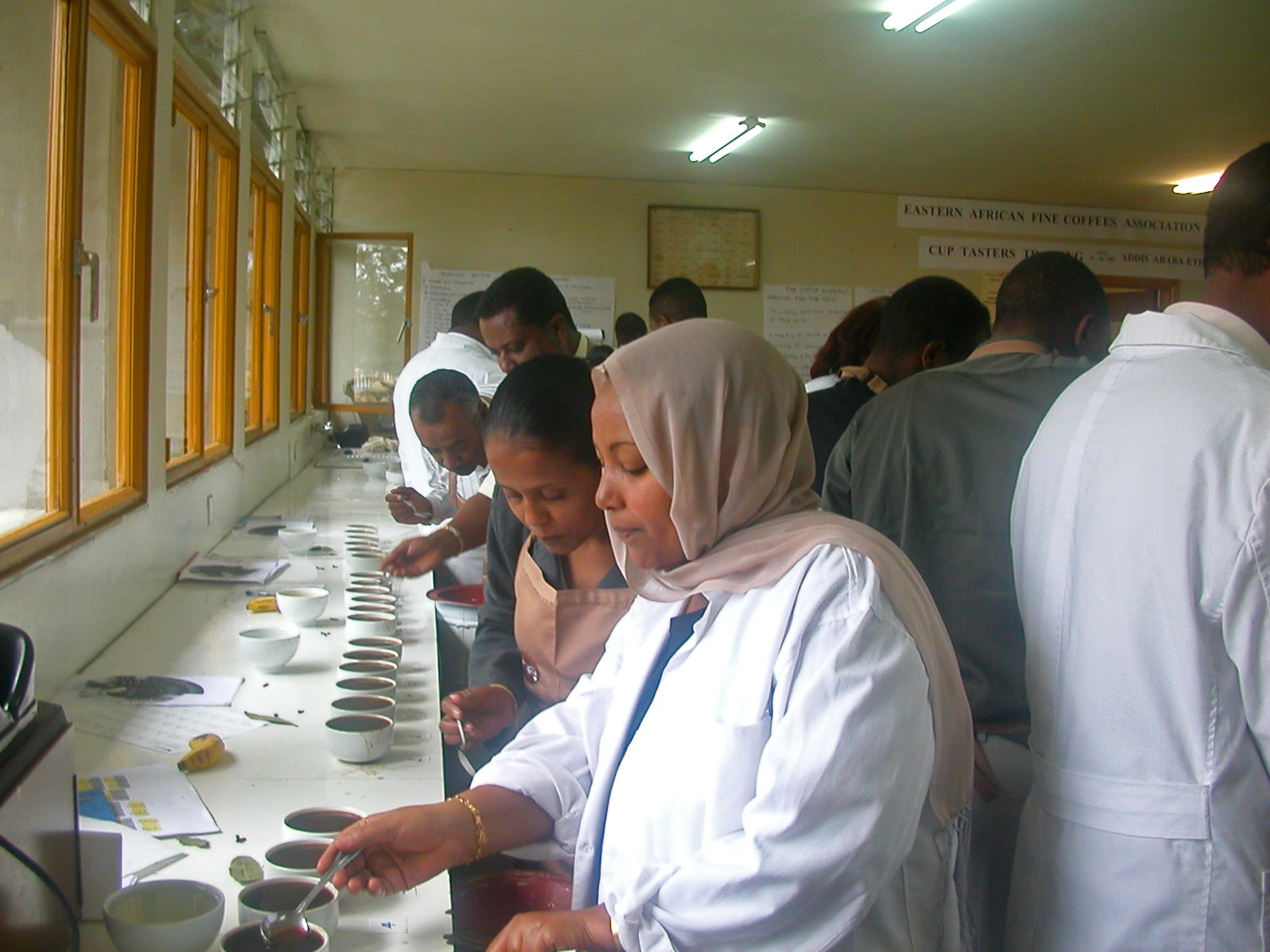
テイスター（鑑定士）育成セミナー （2003年）

エチオピアは世界第7位のコーヒー生産国であり、アフリカでは1位である。2006年の生産高は260,000トンであった。生産されたコーヒーの半分は国内で消費されているため、コーヒー消費量も高い。エチオピア産コーヒーの主要マーケットは全体のおよそ半分を占める欧州連合、それぞれ約4分の1を占める東アジア、北アメリカである。コーヒーの作付面積は約4,000 km2 (1,500 sq mi)と推計されているが、コーヒー農家は小規模に分散しているため、その規模は定かでない。コーヒーの生産方法に大差はなく、耕作や乾燥も含め、未だほぼ手作業で行われている。
コーヒーの輸出収入のうち10%は政府の歳入となる。コーヒー産業の規模は大きいが、政府は国内総生産に占めるコーヒー産業の比率を製造部門の比率を上げることで下げようとしているためである。
連邦政府のコーヒー・茶庁がコーヒー・茶に関する一切、例えば、洗浄場がコーヒーを農家から買い上げる価格の調整を管轄している。これは農業協同組合を全ての洗浄場に割り当てた前政権による合理化スキームの名残である。国内市場は、市場集中防止のために、免許制によって強く統制されている。

## 地域による変種

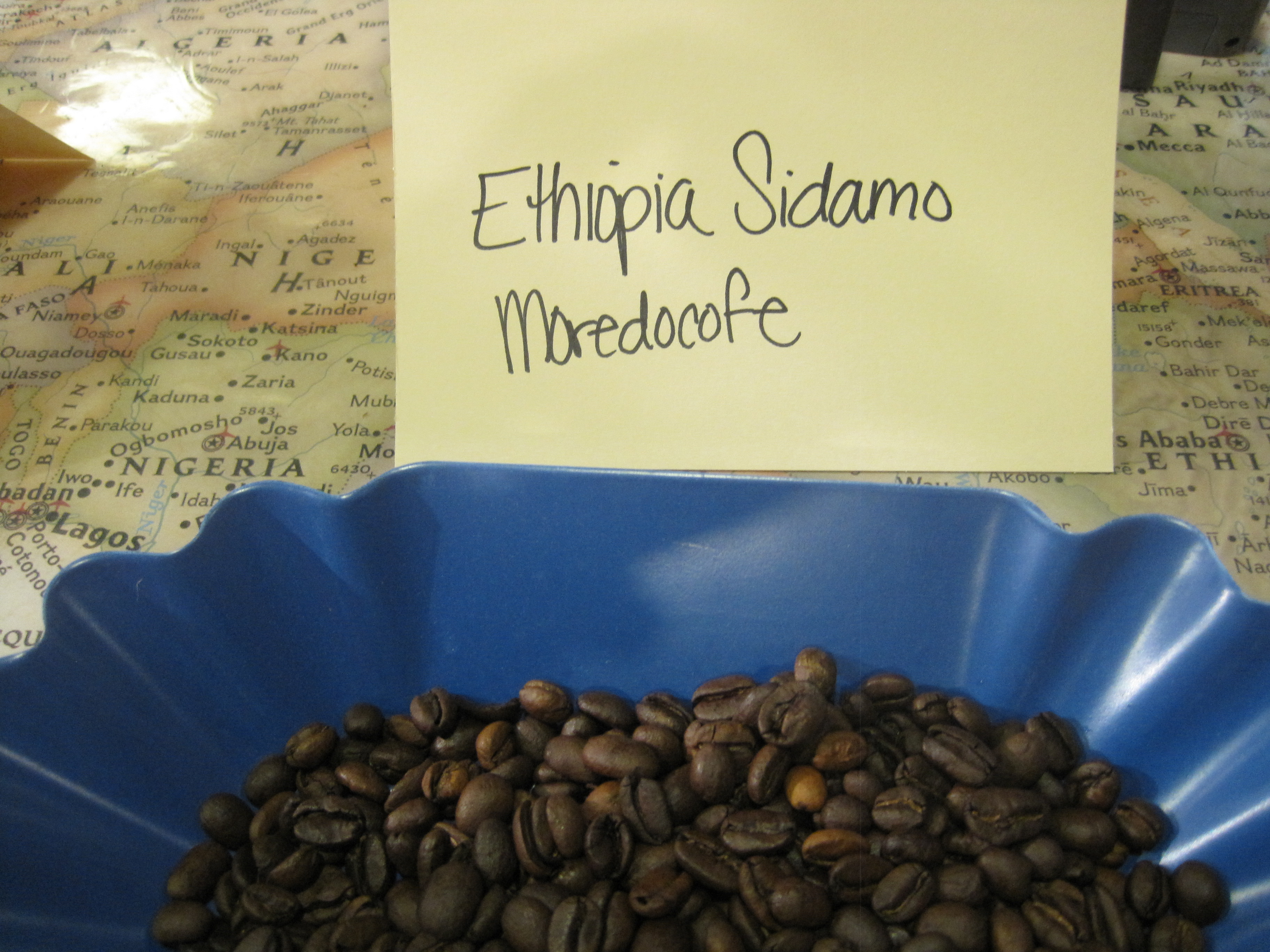
Ethiopian Sidamo beans

ハラール、シダモ、イルガチェフェそれにリムのいずれでも生育しているエチオピアのコーヒー豆は離れた位置にあり、地域の名前で市場では流通している。地域ごとの品種は商標化されており、エチオピア政府が商標権を保有している。

### シダモ
"エチオピア・シダモ"は専らシダモでのみ生産されているシングルオリジンコーヒーのアラビカ種である。大抵のアフリカのコーヒーのようにエチオピア・シダモは小粒で灰色がかっているのを特徴としているが、深みのある味やワイン若しくはチョコレートのような色、花のような香りがあることから値打ちがある。シダモ・コーヒーの際立った風味はいずれも爽やかな酸味を持つレモンとシトラスのような香りを持つ。シダモ・コーヒーにはイルガチェフェ・コーヒーとグジ・コーヒーが含まれており、いずれも大変高品質である。

### ハラール
ハラールはエチオピア東部の高地にある。現在もなお生産されている最古のコーヒー豆の一つであり、大変フルーティでワイン風味なことで知られている。豆のサイズは中くらいで黄緑色である。酸味は中くらいで際立ったモカの香りを持つ。ハラールは乾燥させる工程があるが、分類や乾燥はほとんど手作業で行われている。選別は手作業で行われるが、労働者はコーヒー豆の分類を非常に熟知している。

## コーヒー豆

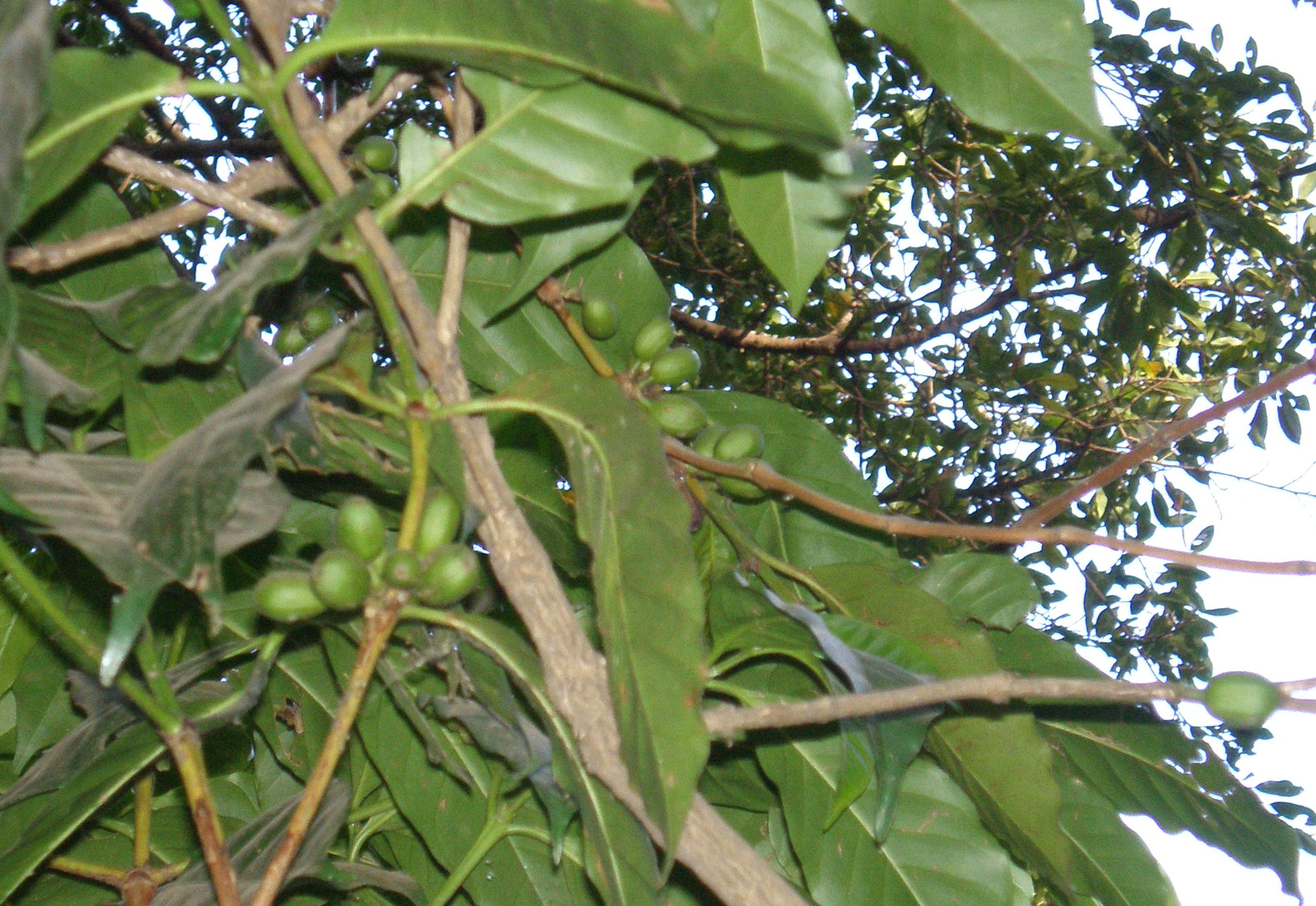
タナ湖の上に生えるアラビカコーヒーノキ

エチオピアのアラビカ種のコーヒー豆は、ロングベリー、ショートベリー、モカの3種類に分けられ、ロングベリーは最も大きい豆であり、しばしば値打ちと風味の両方において高品質であると考えられている。真実である場合がないわけではないが、大抵の場合は、マーケティング上の売り文句に過ぎない。ショートベリーはロングベリーに比べて小粒だが、ショートベリーが栽培されている東エチオピアではハイグレードとされている。モカは高価格で取引されている。モカ・ハラールは、ミックスチョコレートや香辛料、シトラスノーツにしばしば使われる丸豆で知られている。

## 脚註
1. 1 2 3  Thomas P. Ofcansky, David H. Shinn (29 Mar 2004). Historical Dictionary of Ethiopia. Scarecrow Press. p. 92
2. ↑  “CIA World Factbook”.  中央情報局. 2010年7月20日閲覧。
3. ↑  Weinberg & Bealer 2001, pp. 3–4
4. ↑  “Food and Agricultural commodities production”.  Food and Agriculture Organization. 2010年7月14日閲覧。
5. 1 2  Cousin, Tracey L (1997年6月). “Ethiopia Coffee and Trade”.  American University. 2010年5月10日閲覧。
6. 1 2  “Major coffee producers”. National Geographic Society 2010年5月7日閲覧。
7. ↑  Keyzer, Merbis & Overbosch 2000, p. 33
8. 1 2  Belda 2006, p. 77
9. ↑  Belda 2006, p. 79
10. 1 2  Keyzer, Merbis & Overbosch 2000, p. 35
11. ↑   The coffee paradox: global markets ... - Google Books. books.google.co.uk 2011年2月7日閲覧。
12. ↑  “Starbucks in Ethiopia coffee vow”. BBC. (2007年6月21日) 2007年6月21日閲覧. "Starbucks has agreed a wide-ranging accord with Ethiopia to support and promote its coffee, ending a long-running dispute over the issue."

参考文献
- Belda, Pascal (2006), Ethiopia, MTH Multimedia S.L., ISBN 978-84-607-9667-1.
- Keyzer, Michiel; Merbis, Max; Overbosch, Geert (2000), WTO, agriculture, and developing countries: the case of Ethiopia, Food & Agriculture Org., ISBN 978-92-5-104423-0.
- Weinberg, Bennett Alan; Bealer, Bonnie K (2001). The world of caffeine : the science and culture of the world's most popular drug. New York: Routledge. ISBN 0-415-92722-6